# Russograptis
Russograptis es un género de polillas tortrícidas categorizado en la tribu Tortricini, de la subfamilia Tortricinae. Fue descrito por Józef Razowski en 1981.

## Especies
- Russograptis albulata Razowski y Trematerra, 2010
- Russograptis callopista (Durrant, 1913)
- Russograptis medleri Razowski, 1981
- Russograptis solaris Razowski, 1981